# Piet Hubers
Piet Hubers (Groesbeek, 6 augustus 1961) is een voormalig Nederlandse voetballer die als centrale verdediger speelde.
Hij speelde als professional tussen 1980 en eind 1983 voor N.E.C.. Daarna ging hij naar Achilles '29. Hubers werkte van 1984 tot 2014 voor de KNVB, eerst bij de afdeling Nijmegen en sinds 1996 in Zeist.